# Badasso
Badasso est une sous-préfecture de la Côte d'Ivoire dans la région de l'Agnéby-Tiassa. La sous-préfecture de Badasso est rattachée au département de Sikensi. 